# Beka (Camerún)
Beka es una comuna camerunesa perteneciente al departamento de Faro de la región del Norte.
En 2005 tenía 31 595 habitantes, de los que 3606 vivían en la capital comunal homónima.
Se ubica en el oeste de la región y su territorio se extiende a lo largo de la frontera con el estado nigeriano de Adamawa, cerca también de la frontera de Chad y del embalse de Lagdo.

## Localidades
Comprende, además de la ciudad de Beka, las siguientes localidades:
- Balgou Lesdi
- Balkossa
- Bassouno
- Begue
- Bimba
- Bimlerou
- Bobdou
- Bogue Tchamba
- Denou Manga
- Denou Petel
- Didango
- Dinsi
- Djagou
- Djalingo Vere
- Djampeou
- Dorba
- Folsi Wangaï
- Gnoumdelou
- Guede Petel
- Guede Rural
- Guelba
- Karine
- Kassala
- Koksoro
- Kolgou
- Kollou
- Komboro Wangaï
- Koubi
- Laro
- Lih
- Liwa
- Lougga
- Lowol
- Ly
- Maali
- Mal Koga
- Mayo Gniwa
- Mbeline
- Mouguini Manga
- Nassarao
- Nastirde
- Ndintire Tchamba
- Ndjoro
- Nissiro
- Okolo
- Pitowa Bantahi
- Pomla
- Raabo
- Roumde Nana
- Saptou
- Sassi-Wouiboum
- Sinkola Lesdi
- Soulabe
- Tapare
- Tattoure
- Tchamba
- Toumbi Nde Mamoudou
- Vogba
- Wadinga
- Wamgo Dalang
- Wangai
- Wapeou
- Wouro Djabbe
- Wouro Dole
- Wouro Sira
- Yelba
- Yeli